# Feudatario

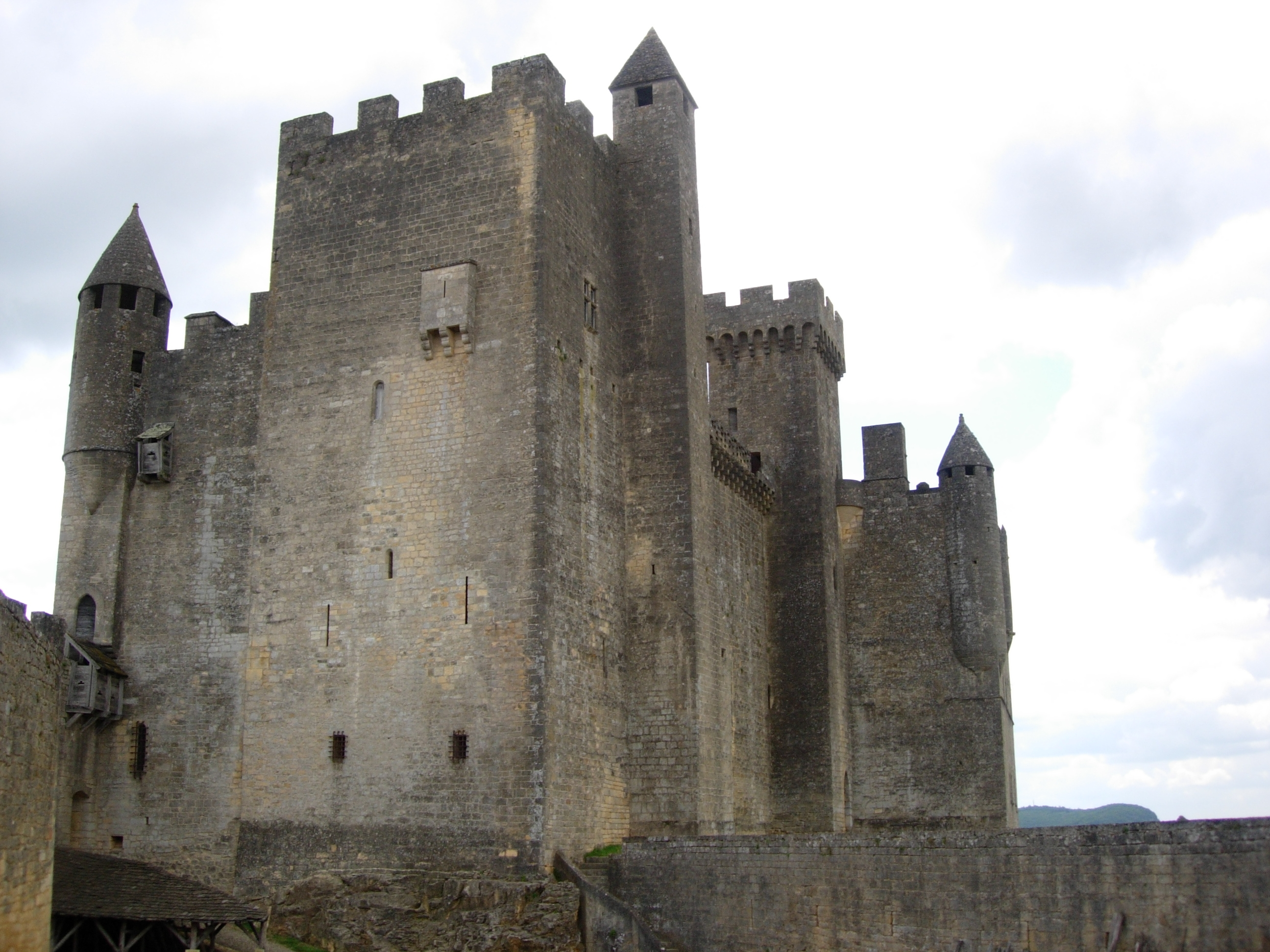
Castello di Beynac

Nell'Alto e Basso Medioevo fino all'abolizione del feudalesimo nel XIX secolo, il termine feudatario (detto anche signore) indicava genericamente il governatore di un feudo. Il termine feudo è un prestito dal latino medievale feudum, feodum, che è un composto di origine basso-francone alla base di *fehu ‘beni mobili, averi; possesso di bestiame’, affine al tedesco Vieh nel senso proprio di ‘bestiame, armento’. In seguito, il termine si ridusse ad indicare gli immobili e non incluse più il concetto di proprietà.
La figura del feudatario (e tutto il feudalesimo in generale) conobbe una progressiva evoluzione nel tempo e, di conseguenza, fu a lungo incompresa da buona parte della storiografia. Il feudalesimo medievale, tuttavia, può essere racchiuso entro i secoli IX e XV, sebbene in Storia non si dovrebbero mai operare questo tipo di cesure. Altre forme di feudalesimo tuttavia, si diffusero in altre epoche storiche ed in altri luoghi del mondo.
Spesso i termini «feudo» e «feudatario» sono usati in modo generico in quanto esistevano vari gradini della gerarchia feudale: alcuni regni, ad esempio, come quello franco, erano divisi in contee (rette da conti) e nelle ancor più estese e potenti marche (governate da marchesi). Nel Basso Medioevo, poi, si diffusero nuovi titoli feudali come quello ducale, quello langraviale e quello margraviale. La massima proliferazione di nuovi titoli, tuttavia, avvenne nel corso dell'età moderna, quando alla progressiva perdita di potere della nobiltà si affiancò una crescita dei privilegi e degli incarichi onorifici.

## Origini del fenomeno feudale

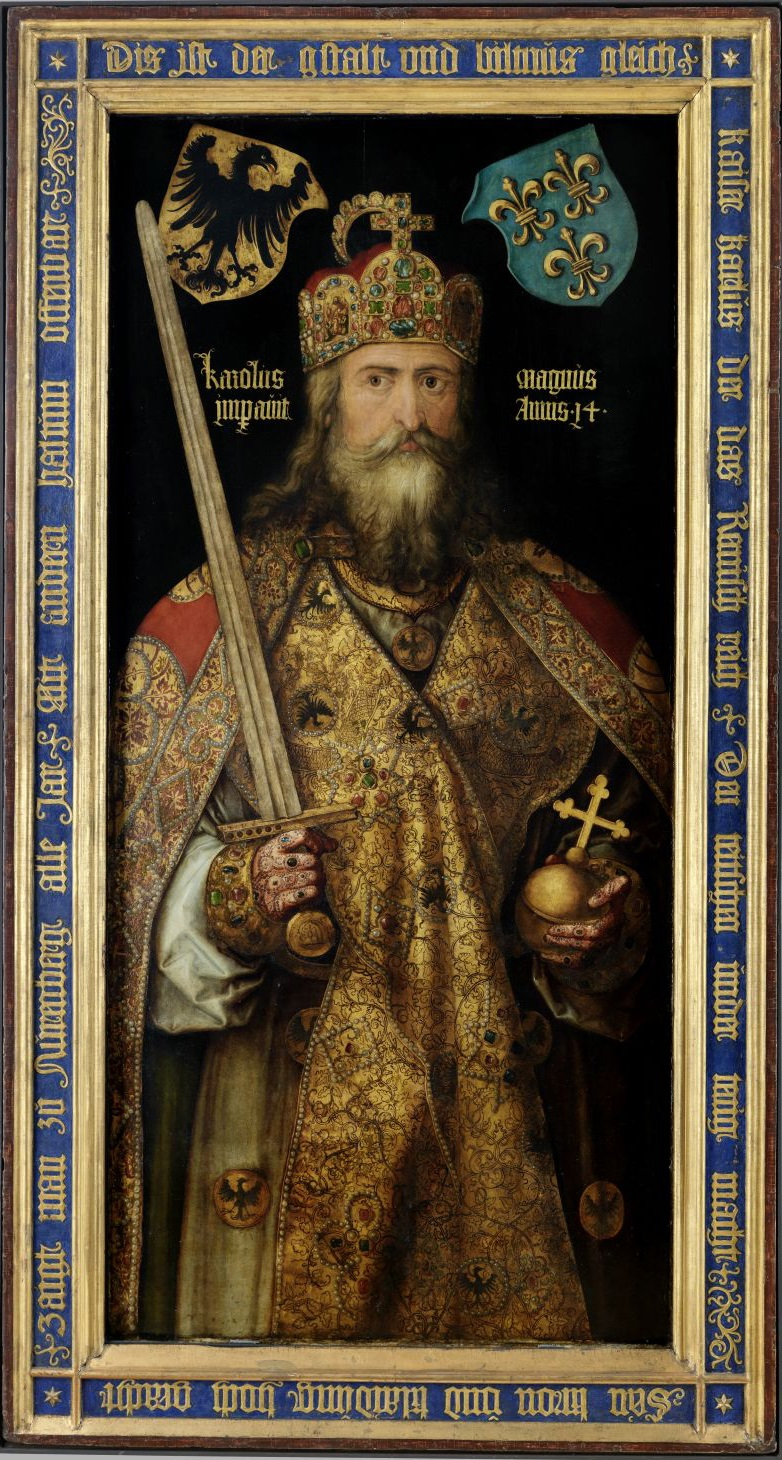
Carlo Magno

In origine il feudo era il possesso di un arimanno, ovvero di un uomo libero di una tribù o di un regno germanico che godeva della libertà poiché prendeva parte alla guerra e riceveva una quota di bottino. Lo stanziamento dei popoli barbarici nei territori già appartenuti all'Impero romano e l'influsso del diritto latino, tuttavia, misero in crisi questa concezione di nazione come insieme di pari uniti dalle armi e gettò le basi della successiva civiltà medievale.
Nel Medioevo, con la crisi della figura dell'arimanno e la dominazione franca, i feudatari divennero i nobili a cui il sovrano affidava temporaneamente un territorio del proprio stato (un feudo, appunto, anche detto beneficium) dove questi lo rappresentavano e potevano legiferare, riscuotere tasse, amministrare la giustizia (autorità di banno). Alla morte del beneficiario, almeno in origine, tuttavia, il controllo del territorio sarebbe tornato al sovrano. Il feudatario, dunque, non era il proprietario della terra, ma semplicemente un usufruttuario che riceveva beni e protezione da un potente in cambio della sottomissione (omaggio feudale) e di un giuramento vassallatico di fedeltà. In base a questo giuramento, il feudatario era tenuto a pagare un tributo e a fornire in caso di guerra un contingente di cavalieri e di fanti mantenuto a proprie spese (ost feudale).

## La frammentazione feudale
Nei secoli X ed XI il potere imperiale carolingio venne meno ed i vari feudatari cominciarono a comportarsi come piccoli monarchi indipendenti. Gli imperatori, sempre meno capaci di tenere unito il proprio dominio assaltato da ogni lato da Saraceni, Ungari e Vichinghi, cominciarono a concedere l'ereditarietà della carica prima ai feudatari maggiori (capitolare di Quierzy) e poi anche a quelli minori (constitutio de feudis). Iniziò allora quel processo di frammentazione territoriale che trasformò l'Europa nel campo di battaglia di innumerevoli guerricciole tra piccoli staterelli, fenomeno che avrà termine (in parte e solo in alcune aree) solo con la formazione degli Stati nazionali.
Nel clima di totale insicurezza, cominciò un processo di incastellamento che fece sorgere in tutto l'occidente medievale castelli in gran numero. Queste fortificazioni divennero presto i nuclei del potere militare e politico della feudalità e resero i vassalli ancora meno dipendenti dal potere centrale. Molto spesso fu proprio il possesso di fortificazioni a far ottenere a molti potenti il rango di signori, poiché nessun'autorità poteva più garantire la legittimità del potere. Si ottennero così le cosiddette signorie di banno, così chiamate perché non basate sull'affidamento da parte di un sovrano di territori, ma sul potere esercitato dal signore stesso (banno, appunto). Fu questo lo scenario in cui si mossero i feudatari nel periodo successivo.

## Il Basso Medioevo
La cultura era feudale, i grandi movimenti dell'epoca (come le Crociate) erano guidati dalla feudalità e la Chiesa tendeva a sacralizzare la figura del vassallo, anche perché anch'essa spesso fu tale. Sebbene rivestiti di una leggenda dorata, molti caratteri dell'epoca precedente rimasero intatti. L'anarchia feudale, ad esempio, non fu scalfita: i vari feudatari continuarono a rinchiudersi nelle proprie rocche (che, anzi, si accrebbero e si rafforzarono ancora di più), a mantenere i propri eserciti privati di cavalieri e a combattersi a vicenda. Nonostante movimenti come la pace di Dio e la Crociata, non si conobbe mai la tanto auspicata unità dei cavalieri cristiani nella lotta contro l'infedele.
Nel corso di questo secolo e di quello successivo si costituirono gli embrioni delle monarchie forze che sarebbero realmente state in grado di contrastare il feudalesimo. I Re, tuttavia, non furono realmente i propri vassalli, poiché molto spesso si rivelarono molto più deboli di loro e, a volte, addirittura più poveri di terre. Un esempio di questa situazione fu la Francia capetingia che controllò direttamente sempre meno terre di quante non ne avessero i suoi vassalli Aquitani e Plantageneti.

## Crisi del sistema feudale

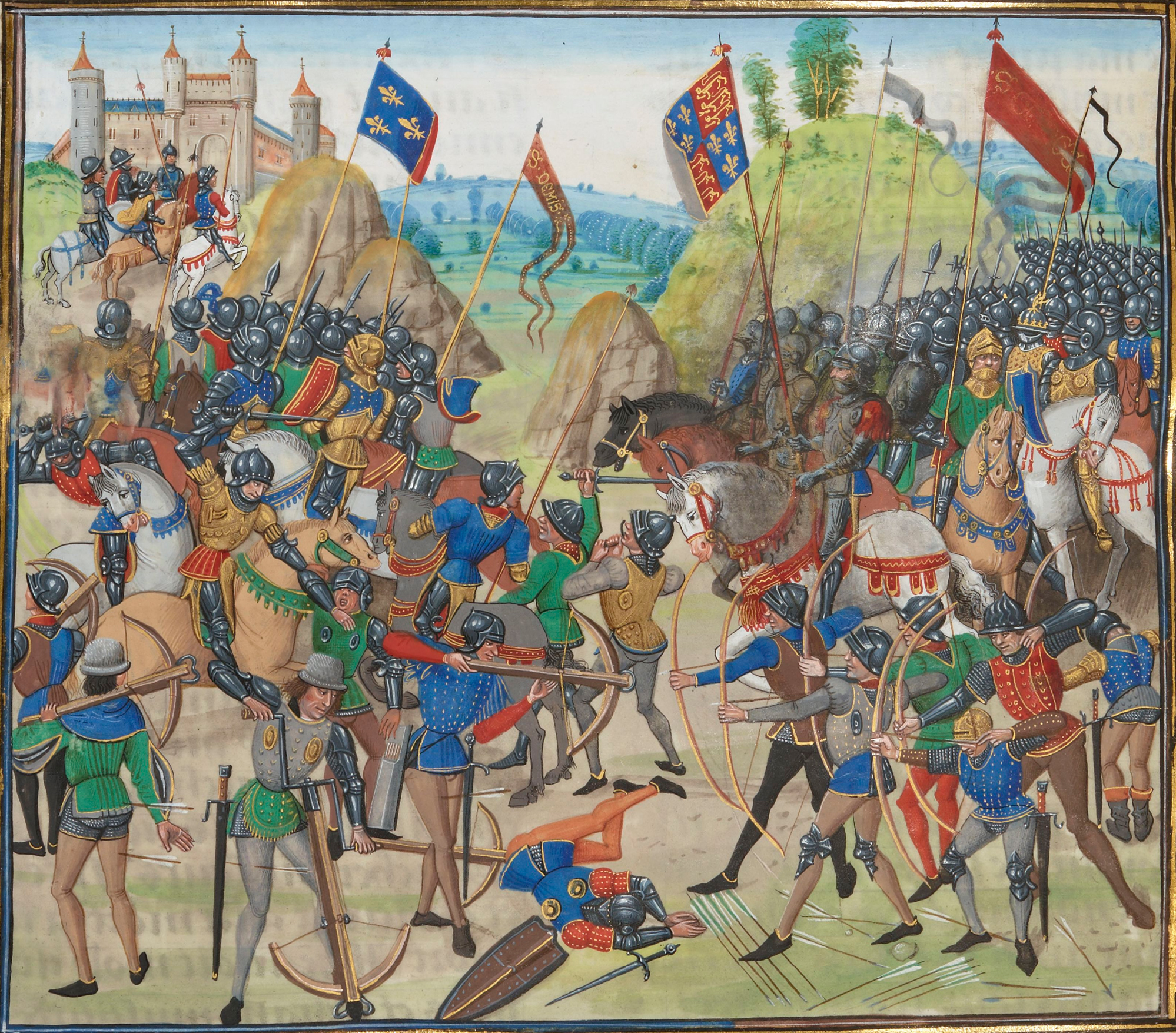
Battaglia di Crécy

La Guerra dei cent'anni (1337-1453) fu il primo grande colpo subìto dalla feudalità medievale: gli eserciti di cavalleria al servizio del Regno di Francia, infatti, furono spesso sconfitti dagli arcieri inglesi, soldati d'origine non nobile. I vassalli si dimostrarono talvolta inaffidabili, incapaci ed insubordinati. 
Battaglie come quelle di Crécy, Poitiers ed Azincourt manifestarono l'inadeguatezza delle tecniche belliche feudali davanti all'avanzare degli eserciti e degli armamenti moderni. Fu il primo segno del declino della guerra medievale, fatta da pochi nobili professionisti.
L'impiego di nuove milizie, l'avvento delle armi da fuoco, l'impiego dei mercenari e degli eserciti permanenti tolsero a quel mondo la propria ragione di essere: la necessità di difesa. Nel corso del Quattrocento, così, alla moltiplicazione dei titoli nobiliari, al trionfo delle corti e a tutte quelle altre manifestazioni che denotavano il cosiddetto Autunno del Medioevo, si accompagnarono la perdita di potere effettivo da parte dei feudatari, il rafforzamento dell'autorità regia ed il consolidamento dei poteri centrali.

## L'ultimo feudalesimo
Nel corso dell'Età moderna il feudalesimo conobbe una profonda metamorfosi e si avviò verso il proprio definitivo tramonto. La nobiltà cercò di mantenere e di accrescere i propri privilegi, trasformandosi spesso in una classe parassitaria. L'etichetta aristocratica, tuttavia, si perfezionò e divenne più rigida e, mano a mano che i poteri regi si accrescevano, quelli dei nobili, sommersi di privilegi e di titoli vuoti, calavano. La Spagna del XVII secolo e la Francia del re Sole furono le nazioni simbolo di questo progresso.
Lo sviluppo della borghesia, inoltre, fece perdere il primato economico alla classe fondiaria nobiliare e preparò la strada alle nuove rivendicazioni politiche di questo ceto in ascesa. In questo modo la Francia, la nazione che storicamente aveva sempre incarnato la feudalità, conobbe il primo abbattimento di questa antica e obsoleta struttura con la Rivoluzione francese. La fine della stagione della feudalità, ormai, era al termine.

## La fine del feudalesimo

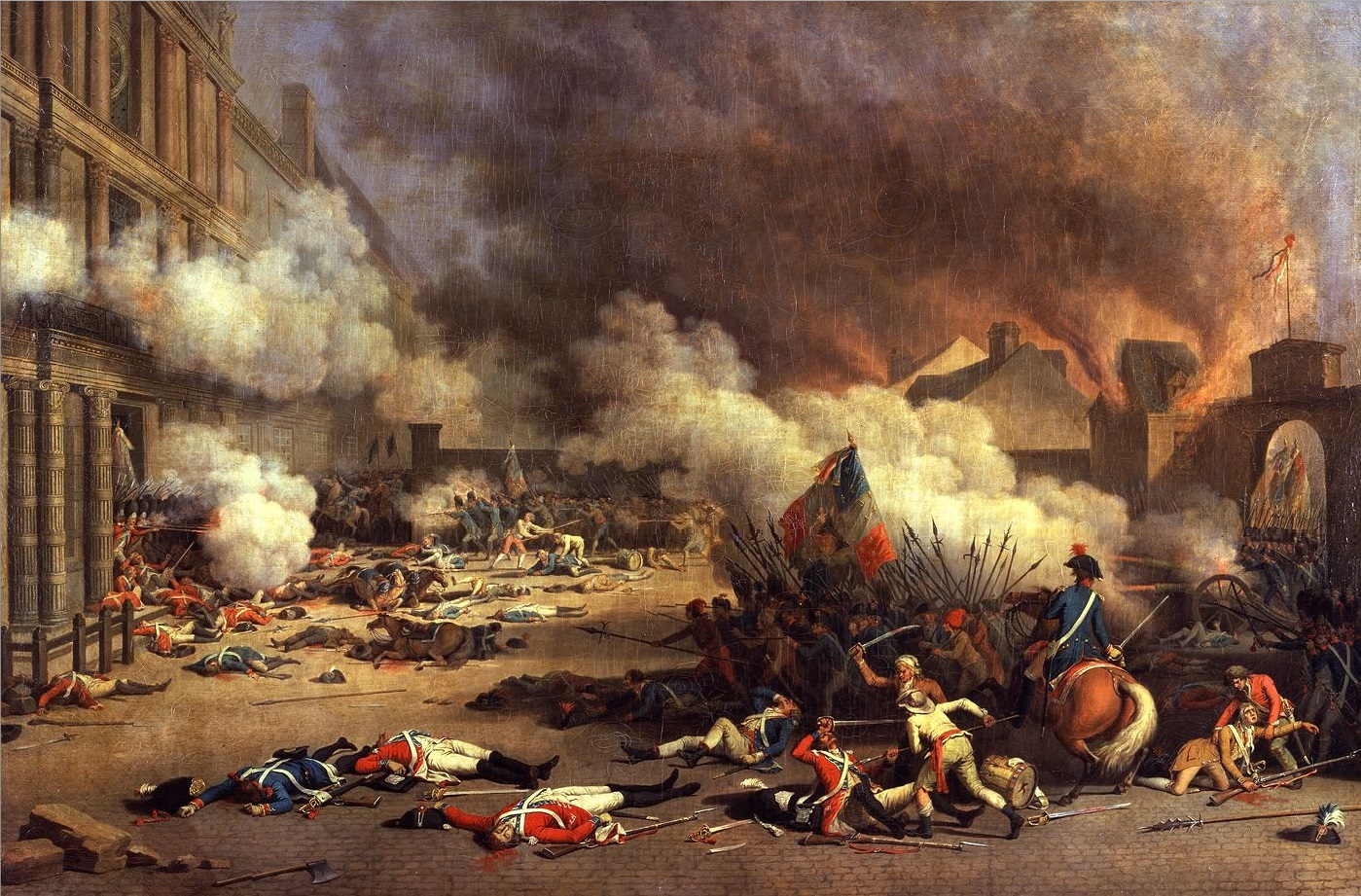
La Rivoluzione Francese fu un punto di svolta nella Storia europea: fu la fine del mondo feudale e l'inizio di quello borghese contemporaneo.

La Rivoluzione in Francia e l'Età Napoleonica cercarono di smantellare i resti del mondo feudale europeo, ma il Congresso di Vienna e la Restaurazione cercarono di ripristinare la situazione precedente. Questi sforzi erano vani: la nuova classe economicamente dominante, la borghesia, era ben lontana dal voler rinunciare alle prerogative che aveva ottenuto durante la stagione rivoluzionaria e tentò in ogni momento (tramite moti o riforme pacifiche) di vanificare gli sforzi dei congressisti.
Dopo il 1848, tuttavia, i vari governi, resisi conto che per governare avrebbero dovuto ottenere l'appoggio della borghesia, cancellarono progressivamente tutti gli antichi privilegi feudali. La nobiltà, dunque, lentamente perse il proprio ruolo dominante e, nei primi anni del XX secolo, il passaggio nell'età contemporanea poté dirsi concluso.
La Costituzione della Repubblica Italiana, vigente dal 1948, ha dichiarato non riconosciuti tutti i titoli nobliari, ma tuttavia riconosce lo status storico -nobiliare di quelle casate che hanno cognomizzato sulla carta di identità il rispettivo predicato feudale, ai sensi infatti del secondo comma della XIV disposizione transitoria dell’attuale costituzione repubblicana, per la quale i predicati nobiliari esistenti prima del 28 ottobre 1922 vanno come parte del nome.
Per intenderci il predicato feudale (poggiante su un antico titolo nobiliare) era la località geografica sulla quale un casato esercitava storicamente i poteri feudali. 
Esempi di predicato nobiliare sono: 
- Luca	Cordero di Montezemolo	(il	predicato è di Montezemolo,	ovvero	marchesi di Montezemolo).
- Camillo	Benso di Cavour	(il	predicato è di Cavour, ovvero	conte di Cavour).

I Predicati nobiliari sono chiariti anche nel D.P.R. 26 ottobre 1972, n. 641 che indica il predicato feudale come “il nome di antico feudo o possesso territoriale che si unisce al titolo nobiliare”.

## Prerogative feudali
Il feudatario medievale era sempre possessore di alcuni diritti e sottoposto ad altri doveri. Il proprio obbligo principale era quello alla fedeltà verso chi gli aveva concesso il beneficium, la quale si doveva manifestare in special modo in tempo di guerra: il vassallo era tenuto a partecipare alle campagne militari del proprio signore e a condurre con sé i propri cavalieri ed i propri fanti di origine non nobile, detti anche sergenti. Ciò si riconduceva alla ragione di essere del feudalesimo, ovvero al fatto che il feudatario fosse dotato di terra e di sudditi proprio perché potesse garantire il mantenimento di un piccolo esercito.
Proprio per questa ragione, il signore aveva il diritto di pretendere dai propri contadini una certa quantità di tributi (come il legnatico ed il pontatico) e di prestazioni gratuite (dette corvées) come il servizio notturno di ronda od il compito di dedicare alcune giornate di lavoro ai campi signorili. Tutte queste prerogative erano riassunte nel potere di banno.
Dal momento in cui fu concessa ai feudatari l'ereditarietà dei benefici, essi poterono disporre pienamente di essi, pur non acquisendone mai la reale proprietà. Essi, infatti, avevano il diritto di infeudare a propria volta pezzi della terra loro affidata e di concederla ad altri uomini di propria fiducia, detti valvassori (deformazione di vassi vassorum, vassalli dei vassalli).
Come già detto, tuttavia, i feudatari non assunsero mai il diritto di proprietà sulle terre in beneficio, poiché esso rimase prerogativa regia. I concessori del beneficio, dunque, potevano in ogni momento revocare il beneficio, qualora ritenessero che fosse stato male amministrato o che il vassallo fosse infedele. Questo atto di revoca, quindi, era da considerarsi pienamente legittimo e l'unico modo che avevano i feudatari per opporvisi era la rivolta, gesto giudicato generalmente ingiusto. Dalla sollevazione del Re d'Inghilterra, anche duca d'Aquitania, contro il proprio signore, il Re di Francia, scoppiò la Guerra dei cent'anni.
Il diritto dell'epoca, tuttavia, contemplava anche un caso in cui la rivolta contro il proprio sovrano potesse essere considerata come legittima, ovvero la presunta ingiustizia del sovrano. La Chiesa, in pratica, sosteneva che se il concessore del beneficio si fosse rivelato empio e scellerato (scomunicato, ad esempio) o che ricoprisse quella carica in modo illegale, il suddito avrebbe avuto pieno diritto ad opporsi a lui.

## Forme del feudalesimo
Agli occhi di questa analisi storica, è impossibile delineare un profilo unico della feudalità. Se i feudatari dell'Alto Medioevo altro non erano che una casta guerriera incolta e dedita alle campagne di saccheggio stagionali, quelli del periodo successivo coltivavano già quegli embrioni della civiltà cortese che divenne poi vita di corte. La nobiltà dell'Età Moderna, poi, finì per sviluppare quella etichetta e quell'ideale di magnanimità e di cortesia che ancora oggi ha tanto peso nel pensare comune. È di conseguenza impensabile fare di un sol fascio l'arimanno germanico ed il cortigiano di Versailles, come sono limitati i caratteri in comune tra un signore provenzale del XII secolo ed uno coevo dell'Europa orientale.
Sono quindi distinguibili altre forme di feudalesimo al di fuori dell'Europa, come quello giapponese dei Samurai, cinese o quello diffuso nell'Impero ottomano. Generalmente, tuttavia, con il termine si tende ad indicare il fenomeno strettamente europeo e, in particolare, medievale.

## Feudatario nel linguaggio corrente
Nel linguaggio corrente si tende ad usare il termine feudatario per indicare chi detiene una certa influenza non riconosciuta dalla legge in una determinata area, detta, appunto, feudo. Esistono, per esempio, feudi elettorali, ovvero circoscrizioni in cui un uomo politico od un partito possono contare su un sostegno pressoché assoluto per via della propria popolarità o per altri motivi.
Come feudatario viene anche indicata una persona che è stata investita di pieni poteri in una certa regione od in un certo ambito.